# 凹鰭冠帶魚
凹鰭冠帶魚為輻鰭魚綱月魚目冠帶魚科的其中一種，分布於太平洋區，包括日本、紐西蘭、庫克群島、夏威夷群島等海域，屬深海魚類，棲息深度可達1000公尺，體側扁呈銀色，前額突出呈角狀，背鰭軟條在頭部延伸成絲狀，體長可達200公分。